# 메아리 (1981년 영화)
"메아리"는 1981년에 개봉한 대한민국의 영화이다.

## 캐스팅
- 김동현
- 유지인
- 이영하
- 조재성
- 서한나
- 이혜지
- 조인선
- 송일근
- 김대현
- 양성원
- 김기범
- 김신명
- 박예숙